# Felix von Bressensdorf

Die Verleger Paul List (links) und Felix von Bressensdorf (rechts)

Erwin Hermann Felix Bresselau von Bressensdorf (* 17. Mai 1876 in Leipzig; † 8. November 1955 in Starnberg) war ein deutscher Verleger.

## Leben
Bressensdorf entstammte einer jüdischen Familie, die am 25. November 1800 mit dem Prädikat „von Bressensdorf“ in den Reichsadelsstand erhoben und am 3. Februar 1814 als „Bresselau von Bressensdorf“ der Adelsmatrikel des Königreichs Bayern einverleibt wurde. Felix war das erste von sechs Kindern des Großkaufmanns Erwin Bresselau von Bressensdorf (1846–1935) und dessen Ehefrau Marie, geborene Beckmann (1857–1944).
Er besuchte von Ostern 1891 bis Ostern 1896 das Königliche Gymnasium seiner Vaterstadt, das er mit dem Reifezeugnis verließ. Anschließend studierte er in München, Berlin und Leipzig Philosophie und trat dann der 1872 gegründeten Leipziger Kunstdruckanstalt Wetzel & Naumann als Buchhändler und Prokurist bei.
1908 gründete er gemeinsam mit Paul List die Geographische Verlagsanstalt List und v. Bressensdorf, die sich besonders durch die Herausgabe von Wandkarten, Atlanten, geographischen Lehr- und Lernbüchern zu einem der führenden deutschen Schulbuchverlage entwickelte. Zu ihren federführenden Autoren gehörte der Geograph Heinrich Harms.
Als Hauptmann der Reserve im 3. Feldartillerie-Regiment Nr. 32 der Sächsischen Armee nahm er am Ersten Weltkrieg teil.
Felix von Bressensdorf gehörte bis zu seinem Tode dem Vorstand des Paul List Verlags an, den seit 1929 der Sohn des Verlagsgründers, Dr. Paul Walter List (1899–1989), leitete.
Am 6. Juli 1910 heiratete er die Leipziger Fabrikantentochter Katharina Reissmann (1877–1952). Aus der Ehe gingen die drei Söhne Götz (1911–1945), Ralph (1914–1945) und Ernst (1917–1994) hervor.